# Cigorondong
Cigorondong is een bestuurslaag in het regentschap Pandeglang van de provincie Banten, Indonesië. Cigorondong telt 2115 inwoners (volkstelling 2010).